# Megachile seychellensis
Megachile seychellensis is een vliesvleugelig insect uit de familie Megachilidae. De wetenschappelijke naam van de soort is voor het eerst geldig gepubliceerd in 1907 door Cameron.